# Cibotium menziesii
Cibotium menziesii là một loài dương xỉ trong họ Cibotiaceae. Loài này được Hook. mô tả khoa học đầu tiên năm 1844.
Danh pháp khoa học của loài này chưa được làm sáng tỏ. 

## Hình ảnh

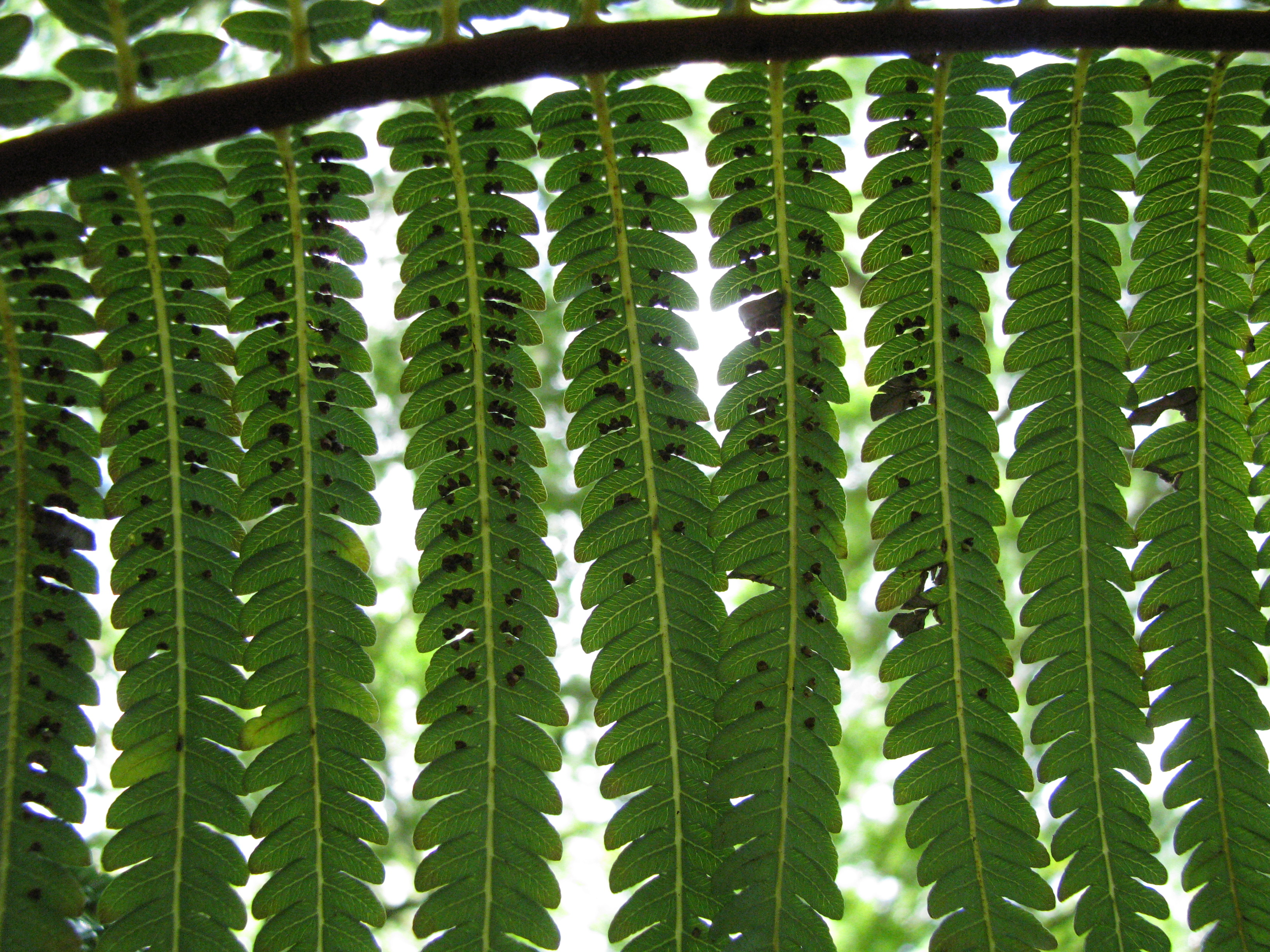
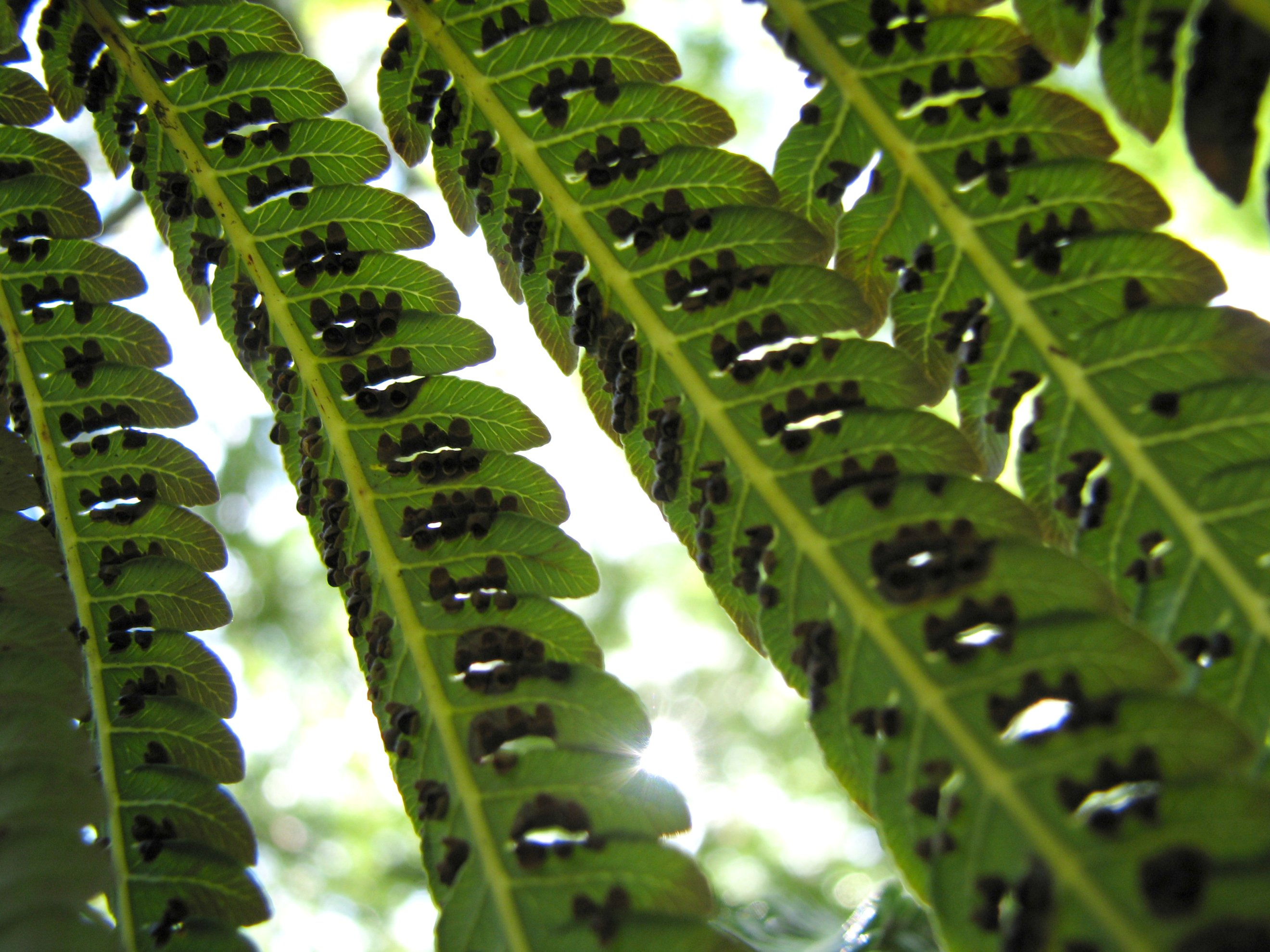
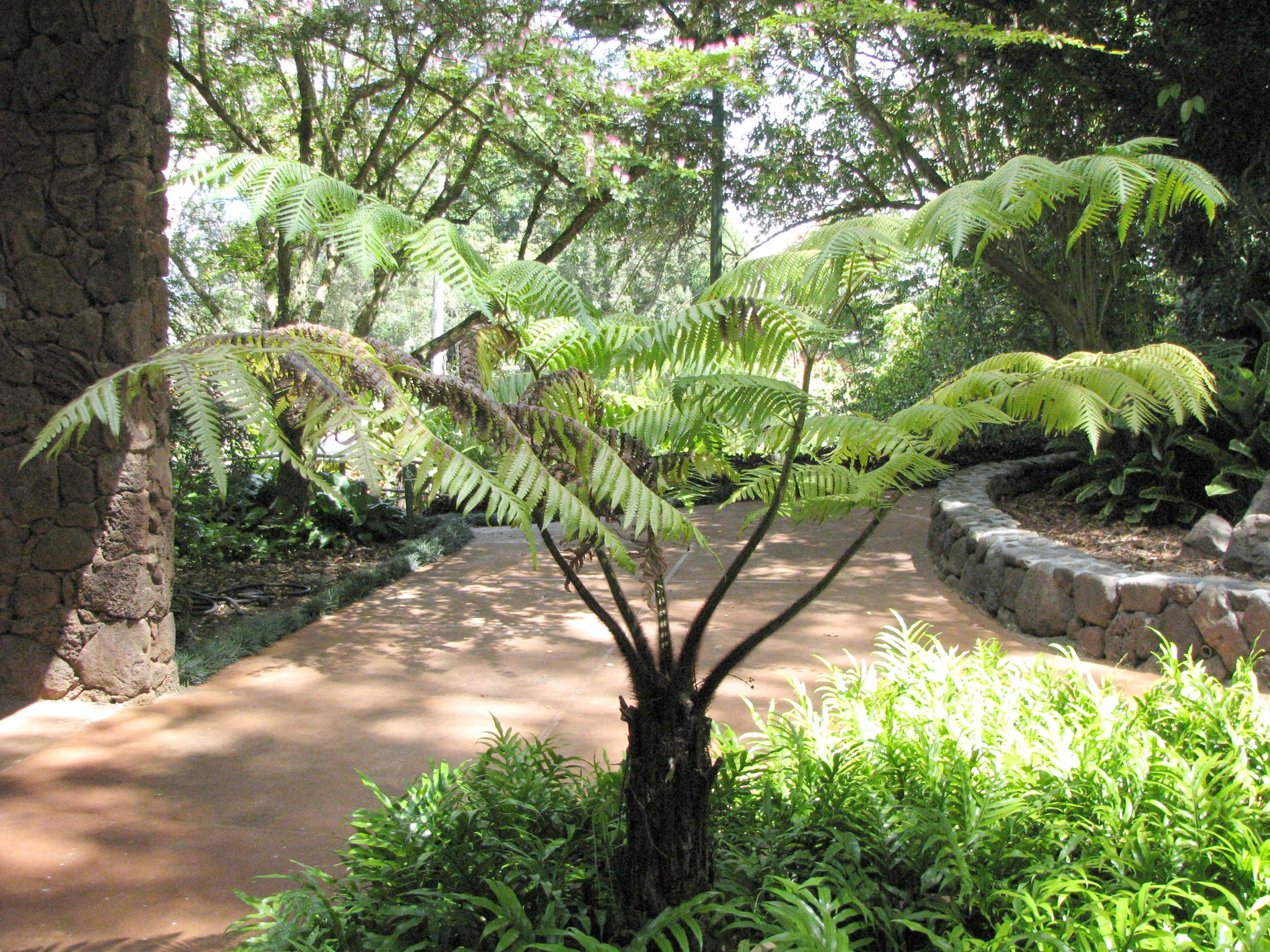
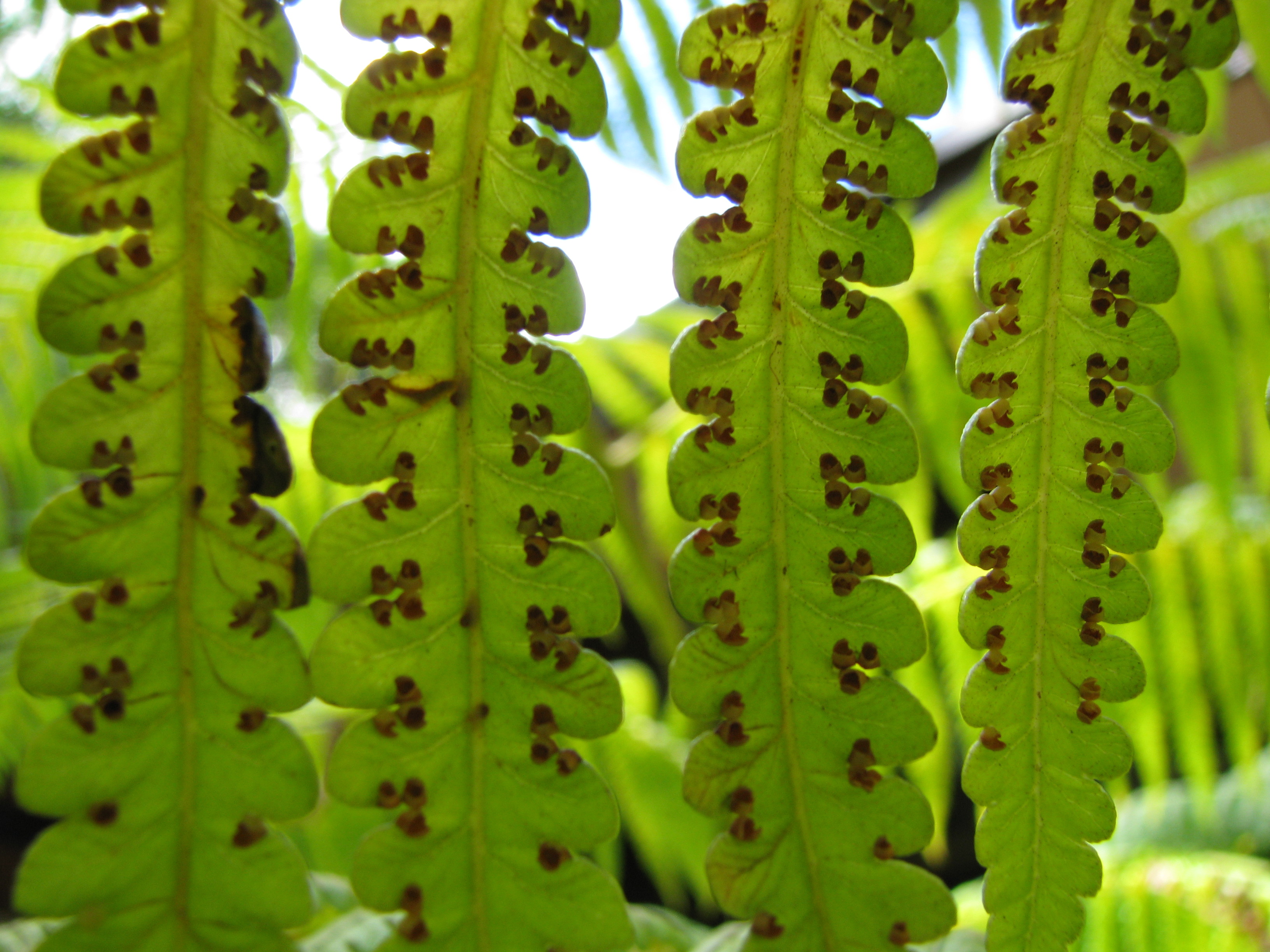